# Australie au Concours Eurovision de la chanson 2015
L'Australie est l'un des quarante pays participants du Concours Eurovision de la chanson, invité lors de sa soixantième édition en 2015 qui se déroule à Vienne en Autriche. Le pays est représenté par Guy Sebastian et sa chanson Tonight Again, sélectionnés en interne par le diffuseur SBS. Le pays se classe 5e lors de la finale en obtenant 196 points.

## Participation
Après trois décennies de collaboration avec l'UER, le diffuseur australien SBS, dont l'objectif est de « refléter la société multiculturelle australienne », est invité à participer au Concours Eurovision de la chanson 2015 à l'occasion de la soixantième édition. SBS diffuse en effet le concours en Australie depuis 1983 et a produit l'entracte de la seconde demi-finale de l'édition 2014.
La participation du pays est annoncée officiellement le 10 février 2015. Il s'agissait alors d'une participation à titre exceptionnelle. SBS est chargée de représenter l'Australie qui est directement qualifié pour la finale du concours, en tant qu'invité. Le pays étant admis à voter lors des deux demi-finales.En cas de victoire, l'édition 2016 aurait été coorganisée avec l'un des pays-membres de l'UER et l'Australie aurait à nouveau pu participer au concours.
Le nom du représentant australien Guy Sebastian, est annoncé le 4 mars 2015, à la suite d'une sélection interne. Sa chanson Tonight Again est présentée le 16 mars. SBS One diffuse les trois soirées du concours. 
À la suite du succès rencontré par cette première, SBS est à nouveau invité en 2016, mais cette fois, avec un passage obligé par les demi-finales.

## À l'Eurovision
En tant qu'invitée exceptionnelle, l'Australie est qualifiée directement pour la finale du 23 mai 2015. Lors de celle-ci, elle termine 5e avec 196 points.